# Troiano Acquaviva d'Aragona
Troiano Acquaviva d'Aragona (Atri, 24 de fevereiro de 1694 - Roma, 20 de março de 1747) foi um cardeal do século XVIII

## Biografia
Nasceu em Atri em 24 de fevereiro de 1694. patrício napolitano. Filho de Gian Girolamo Acquaviva d'Aragona, 13º duque de Atri, e sua segunda esposa, Eleonora Spinelli. Seu primeiro nome também está listado como Traiano; como Troianus; como Trojjan; e como Troiano Francesco; e seu sobrenome apenas como Acquaviva; e como d'Aragonia. Sobrinho do cardeal Francesco Acquaviva d'Aragona (1706). Tio do cardeal Pasquale Acquaviva d'Aragona (1770). Outros cardeais da família são Giovanni Giovanni Vincenzo Acquaviva d'Aragona (1542); Giulio Acquaviva d'Aragona (1570) e Ottavio Acquaviva d'Aragona, Sr. (1591). Outros cardeais da família são Ottavio Acquaviva d'Aragona, Jr. (1654).
Ele foi educado em Roma com seu tio, o cardeal.
Entrou na prelazia romana. Camareiro Privado de Sua Santidade. Em 18 de fevereiro de 1713, ele trouxe o barrete vermelho para o novo cardeal Manuel Arias y Porres, OSIo.Hieros., arcebispo de Sevilha. Em Madri, foi graciosamente recebido pelo rei Felipe V de França, que lhe concedeu vários ricos benefícios eclesiásticos. Regressou a Roma e foi nomeado referendário dos Tribunais da Assinatura Apostólica da Justiça e da Graça, a 1 de janeiro de 1721. Vice-legado em Bolonha, a 27 de março de 1721; durante a ausência do legado no conclave de 1721, governou a legação. Governador de Ancona, 9 de julho de 1721 até maio de 1728. Protonotário participante apostólico desde 1729.
Ordenado em 17 de abril de 1729.
Eleito bispo titular de Filippopoli di Arabia, 18 de abril de 1729. Consagrado, 3 de maio de 1729, Benevento, pelo Papa Clemente XI. Prefeito da Casa Pontifícia, 14 de maio de 1729. Assistente do Trono Pontifício, 25 de junho de 1729. Prefeito do Palácio Apostólico, 6 de julho de 1729. Promovido à sede titular de Larissa, 14 de agosto de 1730.
Criado cardeal sacerdote no consistório de 1º de outubro de 1732; recebeu o chapéu vermelho e o título de Ss. Quirico e Giulita, 17 de novembro de 1732. Optou pelo título de S. Cecília, 19 de janeiro de 1733. Construiu um magnífico pórtico em sua igreja titular. Vice-Protetor da Ordem dos Frades Menores Conventuais desde 1733. Durante a guerra de 1734, entre o rei Carlos III das Duas Sicílias e o Império Austríaco, ele e sua família aliaram-se ao primeiro; foi a Nápoles homenagear o rei e, posteriormente, foi a Madri visitar o rei Felipe V, que o nomeou embaixador da Espanha perante a Santa Sé a partir de maio de 1735. Tornou-se protetor do Reino de Nápoles e da Sicília em 1737. Foi nomeado arcediago de Toledo enquanto Bernardo Froilán de Saavedra, arcebispo titular de Larissa, governou a arquidiocese durante a menoridade deInfante Luis Antonio Jaime de Borbón y Farnesio, futuro cardeal por recomendação do Cardeal Acquaviva. Em recompensa, foi transferido para a sé metropolitana de Monreale, em 4 de maio de 1739. Participou do conclave de 1740, que elegeu o Papa Bento XIV; apresentou o veto do rei Felipe V da Espanha contra a eleição ao papado do cardeal Pier Marcellino Corradini. Co-protetor da Espanha desde abril de 1743. Camerlengo do Sacro Colégio dos Cardeais, 3 de fevereiro de 1744 até 25 de janeiro de 1745. Em 1746, começou a sofrer de um lento, e ostinato malore , que sofreu por um ano com resignação cristã ; O Papa Bento XIV o visitou durante sua doença. Literário, autor de diversas obras, protegeu e apoiou os homens de letras de seu tempo.
Morreu em Roma em 20 de março de 1747, perto das 19 horas, Roma, após uma longa e dolorosa doença. Transferido para a igreja de S. Cecilia, Roma, 21 de março de 1747; a capella papalis aconteceu em 22 de março de 1747, com a participação do Papa Bento XIV; o falecido cardeal foi enterrado no meio dessa mesma igreja; em seu túmulo foram inscritos, por seu irmão Girolamo Acquaviva, duque de Atri, suas armas cardeais e uma inscrição honrosa.